# Juan-les-Pins
Juan-les-Pins è la principale stazione balneare del comune francese di Antibes ed una delle più note della Costa Azzurra. I suoi abitanti si chiamano Juanais.

## Geografia fisica
Juan-les-Pins è un sobborgo di Antibes, affacciato sul golfo Juan, che si estende tra il Cap d'Antibes e la punta della Croisette verso Cannes. È situato fra Nizza e Cannes, a 13 km dall'aeroporto di Nizza-Côte d'Azur. 

## Economia

### Turismo
Il quartiere possiede un Palazzo dei Congressi e numerosi alberghi di lusso che accolgono clienti internazionali attratti dalla bellezza del luogo, dalle manifestazioni e dagli spettacoli che vengono organizzati a livello mondiale.
Juan-les-Pins è sorta nel 1881 ed è diventata nel 1925, per iniziativa dello statunitense Franck Jan-Gould, una tra le località balneari estive più mondane, grazie al Festival internazionale del jazz che si tiene ogni anno nel mese di luglio, alla sua spiaggia di finissima sabbia che si protrae per due chilometri e confina con una pineta, al suo casinò e ad altre numerose attrazioni notturne.

## Infrastrutture e trasporti
La località possiede due porti turistici ubicati nella zona est: Port Gallice e Port du Crouton.

## Amministrazione

### Gemellaggi
- New Orleans